# Élections régionales de 2011 en Saxe-Anhalt
Les élections régionales de 2011 en Saxe-Anhalt (en allemand : Landtagswahl in Sachsen-Anhalt 2011) se tiennent le 20 mars 2011, afin d'élire les 91 députés de la 6e législature du Landtag, pour un mandat de cinq ans. Du fait de la loi électorale, 105 députés sont finalement élus. 
Le scrutin est marqué par la victoire de la CDU, qui confirme sa majorité relative. Reiner Haseloff accède alors au pouvoir après avoir maintenu la « grande coalition » avec le SPD.

## Contexte
Aux élections régionales du 26 mars 2006, la CDU du ministre-président Wolfgang Böhmer, au pouvoir depuis 2002, arrive de nouveau en tête avec 36,2 % des voix et 40 députés sur 97.
Le PDS confirme sa place de deuxième parti de Saxe-Anhalt en obtenant 24 % des suffrages et 26 sièges, contre 21 % et 24 parlementaires au SPD, maintenu à son statut de troisième force acquis en 2002. Le FDP, partenaire de Böhmer depuis alors quatre ans, subit lui une défaite avec 6,7 % des exprimés et sept élus.
Ainsi, la « coalition noire-jaune » formée en 2002 perd un quart de son assise parlementaire et échoue à seulement deux sièges de la majorité absolue. Si une « coalition rouge-rouge » est théoriquement possible et bénéficie d'un nombre suffisant de députés pour gouverner, le SPD refuse de céder la direction du gouvernement régional au PDS.
Böhmer est alors investi pour un second mandat, après avoir formé une « grande coalition » dont le ministre des Finances social-démocrate Jens Bullerjahn est vice-ministre-président.
En mars 2010, le ministre-président — âgé de 74 ans — indique qu'il n'a pas l'intention de postuler pour un troisième mandat de chef de l'exécutif du Land. La CDU se choisit alors comme chef de file électoral le ministre de l'Économie Reiner Haseloff.

## Mode de scrutin
Le Landtag est constitué de 91 députés (en allemand : Mitglied des Landtags, MdL), élus pour une législature de cinq ans au suffrage universel direct et suivant le scrutin proportionnel de Hare/Niemayer.
Chaque électeur dispose de deux voix : la première (Erststimme) lui permet de voter pour un candidat de sa circonscription selon les modalités du scrutin uninominal majoritaire à un tour, le Land comptant un total de 45 circonscriptions ; la seconde voix (Zweitstimme) lui permet de voter en faveur d'une liste de candidats présentée par un parti au niveau du Land.
Lors du dépouillement, l'intégralité des 83 sièges est répartie proportionnellement aux secondes voix entre les partis ayant remporté au moins 5 % des suffrages exprimés au niveau du Land. Si un parti a remporté des mandats au scrutin uninominal, ses sièges sont d'abord pourvus par ceux-ci.
Dans le cas où un parti obtient plus de mandats au scrutin uninominal que la proportionnelle ne lui en attribue, il conserve ces mandats supplémentaires et la taille du Landtag est augmentée par des mandats complémentaires distribués aux autres partis pour rétablir une composition proportionnelle aux secondes voix.

## Campagne

### Principaux partis
| Parti | Parti                                                                              | Positionnement                                                              | Chef de file                             | Résultat de 2006           |
| ----- | ---------------------------------------------------------------------------------- | --------------------------------------------------------------------------- | ---------------------------------------- | -------------------------- |
|       | Union chrétienne-démocrate d'Allemagne Christlich Demokratische Union Deutschlands | Centre droit Démocratie chrétienne, libéral-conservatisme                   | Reiner Haseloff (Ministre de l'Économie) | 36,2 % des voix 40 députés |
|       | Die Linke La Gauche                                                                | Extrême gauche à gauche Socialisme démocratique, anticapitalisme, populisme | Wulf Gallert                             | 24,1 % des voix 26 députés |
|       | Parti social-démocrate d'Allemagne Sozialdemokratische Partei Deutschlands         | Centre gauche Social-démocratie, troisième voie, progressisme               | Jens Bullerjahn (Ministre des Finances)  | 21,4 % des voix 24 députés |
|       | Parti libéral-démocrate Freie Demokratische Partei                                 | Centre droit à droite Libéralisme, libéralisme économique                   | Veit Wolpert                             | 6,7 % des voix 7 députés   |

### Sondages
| Institut            | Date       | CDU    | SPD    | Grünen | FDP   | Linke  | NPD    |
| ------------------- | ---------- | ------ | ------ | ------ | ----- | ------ | ------ |
| Institut            | Date       |        |        |        |       |        |        |
| FGW                 | 11/03/2011 | 32,0 % | 24,0 % | 5,0 %  | 5,0 % | 24,0 % | 5,0 %  |
| ARD                 | 10/03/2011 | 33,0 % | 24,0 % | 5,5 %  | 4,5 % | 25,0 % | 5,0 %  |
| Infratest           | 20/02/2011 | 31,0 % | 22,0 % | 7,0 %  | 5,0 % | 27,0 % | 5,0 %  |
| Infratest           | 17/02/2011 | 32,0 % | 23,0 % | 7,0 %  | 5,0 % | 26,0 % | 4,0 %  |
| Infratest           | 20/01/2011 | 32,0 % | 22,0 % | 8,0 %  | 4,0 % | 28,0 % | 3,0 %  |
| Infratest           | 23/09/2010 | 30,0 % | 21,0 % | 9,0 %  | 5,0 % | 30,0 % | ?      |
| Dernières élections | 26/03/2006 | 36,2 % | 21,4 % | 3,6 %  | 6,7 % | 24,1 % | Absent |

## Résultats

### Voix et sièges
|                                   |                                                    |                                                    |                  |                  |                  |                  |           |        |        |              |               |  |  |  |
| Partis                            | Partis                                             | Partis                                             | Circonscriptions | Circonscriptions | Circonscriptions | Circonscriptions | Listes    | Listes | Listes | Total sièges | +/-           |  |  |  |
| Partis                            | Partis                                             | Partis                                             | Votes            | %                | Sièges           | +/-              | Votes     | %      | Sièges | Total sièges | +/-           |  |  |  |
|                                   | Union chrétienne-démocrate d'Allemagne (CDU)       | Union chrétienne-démocrate d'Allemagne (CDU)       | 339 869          | 34,29            | 41               | 1                | 323 019   | 32,51  | 0      | 41           | 1             |  |  |  |
|                                   | Die Linke (Linke)                                  | Die Linke (Linke)                                  | 243 589          | 24,58            | 3                | en stagnation    | 213 611   | 23,65  | 26     | 29           | 3             |  |  |  |
|                                   | Parti social-démocrate d'Allemagne (SPD)           | Parti social-démocrate d'Allemagne (SPD)           | 214 373          | 21,63            | 1                | 1                | 213 611   | 21,50  | 25     | 26           | 2             |  |  |  |
|                                   | Alliance 90 / Les Verts (Grünen)                   | Alliance 90 / Les Verts (Grünen)                   | 66 126           | 6,67             | 0                | en stagnation    | 70 922    | 7,14   | 9      | 9            | 9             |  |  |  |
|                                   | Parti national-démocrate d'Allemagne (NPD)         | Parti national-démocrate d'Allemagne (NPD)         | 35 883           | 3,62             | 0                | en stagnation    | 45 826    | 4,61   | 0      | 0            | en stagnation |  |  |  |
|                                   | Parti libéral-démocrate (FDP)                      | Parti libéral-démocrate (FDP)                      | 34 940           | 3,53             | 0                | en stagnation    | 38 173    | 3,84   | 0      | 0            | 7             |  |  |  |
|                                   | Électeurs libres (FW)                              | Électeurs libres (FW)                              | 48 356           | 4,88             | 0                | en stagnation    | 28 193    | 2,84   | 0      | 0            | en stagnation |  |  |  |
|                                   | Parti de protection des animaux (Tierschutzpartei) | Parti de protection des animaux (Tierschutzpartei) | 0                | 0,00             | 0                | en stagnation    | 15 724    | 1,58   | 0      | 0            | en stagnation |  |  |  |
|                                   | Parti des pirates (PIRATEN)                        | Parti des pirates (PIRATEN)                        | 3 923            | 0,40             | 0                | en stagnation    | 13 828    | 1,39   | 0      | 0            | en stagnation |  |  |  |
|                                   | Parti sarraziste pour les référendums (SPV)        | Parti sarraziste pour les référendums (SPV)        | 0                | 0,00             | 0                | en stagnation    | 3 722     | 0,37   | 0      | 0            | en stagnation |  |  |  |
|                                   | Parti marxiste-léniniste d'Allemagne (MLPD)        | Parti marxiste-léniniste d'Allemagne (MLPD)        | 926              | 0,09             | 0                | en stagnation    | 2 321     | 0,23   | 0      | 0            | en stagnation |  |  |  |
|                                   | Parti communiste d'Allemagne (KPD)                 | Parti communiste d'Allemagne (KPD)                 | 235              | 0,02             | 0                | en stagnation    | 1 653     | 0,17   | 0      | 0            | en stagnation |  |  |  |
|                                   | Parti écologiste-démocrate (ÖDP)                   | Parti écologiste-démocrate (ÖDP)                   | 420              | 0,04             | 0                | en stagnation    | 1 499     | 0,15   | 0      | 0            | en stagnation |  |  |  |
|                                   | Indépendants                                       | Indépendants                                       | 2 546            | 0,26             | 0                | en stagnation    | 0         | 0,00   | 0      | 0            | en stagnation |  |  |  |
|                                   |                                                    |                                                    |                  |                  |                  |                  |           |        |        |              |               |  |  |  |
| Votes valides                     | Votes valides                                      | Votes valides                                      | 991 186          | 97,41            |                  |                  | 993 502   | 97,64  |        |              |               |  |  |  |
| Votes blancs et nuls              | Votes blancs et nuls                               | Votes blancs et nuls                               | 26 316           | 2,59             | 24 000           | 2,36             |           |        |        |              |               |  |  |  |
| Total                             | Total                                              | Total                                              | 1 017 502        | 100              | 45               | en stagnation    | 1 017 502 | 100    | 60     | 105          | 8             |  |  |  |
| Abstentions                       | Abstentions                                        | Abstentions                                        | 970 670          | 48,82            |                  |                  | 970 670   | 48,82  |        |              |               |  |  |  |
| Nombre d'inscrits / participation | Nombre d'inscrits / participation                  | Nombre d'inscrits / participation                  | 1 988 172        | 51,18            | 1 988 172        | 51,18            |           |        |        |              |               |  |  |  |

### Analyse
Le scrutin est marqué une hausse de presque sept points de la participation. La CDU conserve son statut de premier parti de Saxe-Anhalt mais enregistre un recul de presque quatre points. Si elle remporte 41 sièges, elle totalise six mandats supplémentaires, aussi huit mandats complémentaires sont créés pour rétablir la proportionnalité. Obtenant une progression de cet ordre, les Grünen font leur retour au Landtag après 13 ans d'absence, dans un contexte international marqué par la crise nucléaire au Japon.
Juste derrière, le NPD néo-nazi échoue de peu à entrer dans un troisième Landtag de l'ex-Allemagne de l'Est, connaissant d'ailleurs la plus forte progression de ce scrutin. Si la Linke et le SPD — qui échoue à redevenir l'un des deux premiers partis du Land — se maintiennent à leur niveau respectif, le FDP est exclu de l'assemblée après avoir perdu trois points.

### Conséquences
Reiner Haseloff est investi ministre-président de Saxe-Anhalt pour un premier mandat à la tête d'une « grande coalition » entre la CDU et le SPD, dont le ministre des Finances social-démocrate Jens Bullerjahn est vice-ministre-président.